# Edwardów (Kozienice)
Pour les articles homonymes, voir Edwardów.
Edwardów (prononciation : [ɛdˈvarduf]) est un village polonais de la gmina de Grabów nad Pilicą dans le powiat de Kozienice de la voïvodie de Mazovie dans le centre-est de la Pologne.
Il se situe à environ 5 kilomètres à l'est de Grabów nad Pilicą (siège de la gmina), 25 kilomètres au nord-ouest de Kozienice (siège du powiat) et à 59 kilomètres au sud de Varsovie (capitale de la Pologne).
Le village possède approximativement une population de 60 habitants.

## Histoire
De 1975 à 1998, le village appartenait administrativement à la voïvodie de Radom.